# Slampe (stacja kolejowa)
Slampe (ros. Слампе) – stacja kolejowa w miejscowości Slampe, w gminie Tukums, na Łotwie. Położona jest na linii Windawa - Jełgawa.